# Deborah Twiss
Deborah Twiss (née  le 22 décembre 1971 à Philadelphie, Pennsylvanie) est une actrice américaine.

## Filmographie
- 2005 : Molotov Samba : Dominique
- 2005 : In Between : Allison
- 2008 : New York, section criminelle : Dr. Lane
- 2008 : Fringe : Nurse
- 2010 : FBI : Duo très spécial : Kathy
- 2010 : Kick-Ass de Matthew Vaughn : Mrs. Zane
- 2010 : Gravity : Dr. Joyce Allen
- 2011 : New York, unité spéciale (saison 12, épisode 15) : la pilote
- 2011 : Turbine : Lisa
- 2011 : School of Rock: Zombie Etiquette : Sally O'Niel
- 2011 : After Fall, Winter : Caroline
- 2013 : Pawn : Mrs. Davenport
- 2013 : November Lies : Nikki Evans